# Victor Blanchard
Victor Blanchard (La Ferrière, 1878. március 29. – Blanzac-Porcheresse, 1953. február 5.) francia okkultista, martinista, szabadkőműves és gnosztikus pap.

## Gyermekkora
A Loire mente régióban, Vendée megyében, La Ferrière községben Aimé Francois Blanchard (1851-1884) és Marie Rose Blanchard (szül. Soullard) gyermekeként Edmond Jean Victor Blanchard néven látta meg a napvilágot 1878. március 29-én. Öt gyermek közül Victor volt a legidősebb és legkisebb húga egyévesen elhunyt 1885-ben. 1903. november 8-án vette feleségül Marie Clémentine Jeanne Guittont (1881-1965), akitől négy gyermeke született, két fiú és két lány.

## Polgári foglalkozása
Civilként köztisztviselő volt, aki a Francia parlament képviselői általános titkárságának vezetője volt.

## Ezoterikus tevékenységei

### Martinizmus
Nem ismert, hogy mikor találkoztak először, de 1908 júniusában a szervező Gérard Encausse (Papus, 1865-1916) közeli munkatársaként (általános titkárként) Blanchard közreműködött az ezoterikus rítusok és rendek nemzetközi szövetségét megcélzó "Szabadkőműves és Spiritualista Kongresszus" megszervezésében. Ebben a munkában munkatársa volt még Charles Détré (Téder, 1855-1918) és a fiatal, 1907 óta martinista és 1908 áprilisától szabadkőműves mester René Guénon (1886-1951) is. A kongresszus célja nem valósult meg. Guénon és Blanchard együtt kezdték el egy másik szervezet, az "Ordre du Temple Rénové" megalapítását, melynek Guénon lett volna a Nagykommendátora, 1909. március 26-án azonban Papus választás elé állította a martinistákat, melynek eredményeképpen Blanchard martinista maradt és a távozó Guénonnal megszakított minden további kapcsolatot. Blanchard Alexandre Saint-Yves d'Alveydre (1842-1909) tanítványa és tisztelője volt, aki nagy hatással volt mind Papusra, mind Guénonra is. Jean Mallinger (Sar Elgrim, 1904-1982) szerint Blanchardnak figyelemre méltó ismeretei voltak a magnetizmusról és az ókori Egyiptom szakrális irodalmáról.
Papus 1916-ban elhunyt és ez a Rend széttöredezését hozta magával. Utóda Téder lett, nagymester helyettese pedig Victor Blanchard. Téder 1918-ban váratlanul szintén elhunyt és amellett, hogy hiányoztak az utódlásra vonatkozó szabályok, lényegében Blanchard volt jogos utódnak tekinthető. Téder utóda végül, a "lyoni rendek" vezetője, Jean Bricaud lett, aki Téder közreműködésével már 1911 óta a Martinista Rend willermozista, azaz a szabadkőművességre épülő, azzal szoros kapcsolatban levő irányba tolásán munkálkodott. Ezzel a törekvéssel Blanchard nem értett egyet, és nem ismerte el Jean Bricaud-t, mint nagymestert, elképzeléseit pedig elutasította, mint általános martinista alapelveket. Egyes visszaemlékezések szerint 1919 környékén Bricaud és Blanchard más martinisták társaságában találkozott egymással egy párizsi kávézóban, ahol Bricaud egy bekeretezett iratot mutatott, melyben Téder utódnak nevezte őt meg. Ezt Blanchard és társai nem találták hitelesnek, Téder özvegye pedig nem tudott kinevezett utódról, hiszen férje egyáltalán nem számított a halálára. Ennek nyomán Blanchard 1921. január 3-án több régi martinista taggal együtt új szervezetet alapított, a Martinista és Szinarchikus Rendet (OM&S) és megmaradt Papus ezoterikus szinkretizmusánál.

### Szervezeti tagságai
Victor Blanchard szervezeti tagságai és betöltött legmagasabb tisztségei:
- Martinista és Szinarchikus Rend (OM&S), alapító, nagymester
- FUDOSI, Sar Yesir néven az Imperátor-triumvirátus egyike 1934 és 1939 között
- L'Eglise Gnostique Universelle, Tau Targelius egyházi néven, 1920-tól püspök
- Pythagorean Order, "a művészetek és tudományok archont"-ja legmagasabb fokozat
- Liliom és Sas Rendje, 1918-tól Kommendátor
- Fraternité des Polaires, 1933-tól elnök
- Francia Nagyoriens (GOdF), felavatott szabadkőműves
- Grand College of Rites
- A Rózsakereszt Kabbalisztikus Rendje (OKRC)

### F.U.D.O.S.I.
Az A.M.O.R.C. imperátora, H. Spencer Lewis (Sar Alden) 1932-ben vette fel a kapcsolatot Jean Mallinger közvetítésével mind Émile Dantinne-nel (Sar Hieronymous), mind Victor Blanchard-vel azzal a céllal, hogy az 1908-ashoz hasonló, de szabadkőművesektől mentes együttműködést hozzon létre beavató rendek között (egyetlen kivételt tettek a Memphis-Misraim Rítussal, de az együttműködés rövid életű volt). A FUDOSI fennállása alatt a vezetőségbe csak olyan személyeket választottak be, akik lehetőleg vagy az 1888-as alapítású Rózsakereszt Kabbalisztikus Rend vagy az 1891-es "Martinista Legfelsőbb Tanács" tagjai voltak. Az együttműködés valódi kezdeményezőjének kiléte máig vita tárgya és Blanchard-on kívül szinte mindenki neve felmerült már.
A FUDOSI első alakuló kongresszusát 1934. augusztus 8 és 16 között tartották meg Brüsszelben, melynek "Martinista Konvent"-jén Victor Blanchard elnökölt. A rendezvény alatt került sor H. Spencer Lewis, Émile Dantinne és más FUDOSI méltóságok martinista beavatására. A beavatásokat Blanchard vezette le és az új beavatottak az OM&S tagjai lettek. Szintén az első kongresszuson választották meg a FUDOSI hármas vezetését, melynek egyik tagja, "Kelet-Európa Imperátora" titulussal, Sar Yesir misztikus néven Blanchard lett.
Az 1936 szeptemberében, szintén Belgiumban megtartott második kongresszuson avatta be Blanchard Ralph M. Lewis-t (Sar Validivar) az OM&S legmagasabb S:::I:::IV fokozatába, majd a harmadikon, 1937 augusztusában Párizsban Sar Aldent kinevezte az OM&S Amerikai Legátusává, mely amerikai OM&S leányszervezet alapítási joggal is járt.
Az 1939 szeptember 4 és 10 között – ismét Brüsszelben – megtartott negyedik kongresszusra a pár nappal korábban kirobbant második világháborún kívül nem csak Sar Alden halála és utódlása nyomta rá bélyegét, hanem Victor Blanchard kizárása is. A kizárás oka röviden az volt, hogy Blanchard "Egyetemes Rózsakeresztes Nagymester"-ré kiáltotta ki magát és levélben kérte a FUDOSI méltóságait ennek elismerésére és a hozzá való hűségre.

### Kizárás és visszavétel
A "Fraternité des Polaires" szervezet, melynek Blanchard 1933-tól elnöke volt, rendelkezett egy olyan "asztrálerők orákuluma" névvel illetett misztikus módszerrel, mellyel állítólagosan képesek voltak kapcsolatba lépni a "Himalájai Ezoterikus Rózsakeresztes Központ"-tal. Az ezt a központot szellemi síkokról irányító "Három Legfelsőbb Bölcs" tűzte ki számukra célul, hogy készüljenek fel "a Rózsa és a Kereszt jele alatt eljövendő Szellemre." Ez az asztrálerők révén közvetített látomás adta Blanchard-nak azt a meggyőződést, hogy ez a "Szellem" ő maga.
Blanchard a fentiek okán számos rendtársát elvesztette, akik többsége az 1931-ben megalapított és Augustin Chaboseau által vezetett Tradicionális Martinista Rendbe igazoltak át. Az OM&S és a "Fraternité des Polaires" maradt hű hozzá, a FUDOSI-hoz kapcsolódó minden tisztségét és megbízatását elvesztette. A háború alatt az OM&S tevékenységét a semleges Svájcba helyezte, onnan próbálta összetartani a letartóztatások és kivégzések miatt megcsappant rendtagságot.
A háború után, 1946. július 21-től 25-ig Brüsszelben rendezték meg a FUDOSI "5. világkongresszusát", ahol eddig még nem tisztázott – de vélhetően kölcsönös – motivációkból kifolyólag Victor Blanchard-t és szervezetét, az OM&S-t visszavették a FUDOSI-ba. Korábbi vezető tisztségeit ugyanakkor nem kapta vissza.
Innentől kezdve esetlegesen vett részt a FUDOSI tevékenységében és végül a szervezet feloszlását eredményező 1951 augusztusi kongresszuson Blanchard számos társával együtt aláírt egy alternatív nyilatkozatot.

## Halála
Victor Blanchard 1953. február 5-én hunyt el és utódjaként Édouard Bertholet-et (Sar Alkmaion, 1883-1965) jelölte meg. A Blanchard által alapított OM&S Bertholet vezetése alatt szétesett: a svájci OM&S "alvó", inaktív állapotba került, a brit OM&S szervezet pedig 1960-ban egyesült a párizsi "L'Ordre Martiniste" szervezettel, míg a kanadai és a barbadosi 2000-ben beolvadt az "Ancient Martinist Order"-be.